# Josef Alois Kouble
Josef Alois Kouble (3. srpna 1825 Bozkov – 7. července 1886 tamtéž) byl český římskokatolický kněz, spisovatel-humorista a organizátor kulturního života v Podkrkonoší. Dlouhodobě řídil divadlo ve Vysokém nad Jizerou. Psal povídky a epigramy. Sbíral nářečí místních obyvatel. Jeho životní příběh a dílo inspirovaly mimo jiné Karla Václava Raise a Antala Staška.

## Život
Narodil se v Bozkově u Semil v domě č. 100. Vystudoval jičínské gymnázium. Potom studoval bohosloví v Praze a Litoměřicích, na kněze byl vysvěcen 25. srpna 1849.
Dlouhodobě působil jako kaplan ve Vysokém nad Jizerou, kde aktivně podporoval českou kulturu. Roku 1856 byl zvolen ředitelem místního divadla a tuto funkci zastával osmnáct let. Nakupoval a půjčoval knihy a časopisy. Naslouchal horalům, zapisoval si jejich nářečí a svou sbírku uveřejnil v Časopise Musea království Českého; tím zachránil řadu výrazů před zapomenutím. Z jeho práce později čerpali spisovatelé Karel Václav Rais a Antal Stašek nebo autor slovníku František Štěpán Kott.
Později se stal farářem v Osečné, Příchovicích a Semilech. Nakonec se vrátil jako farář do rodného Bozkova, kde zemřel 7. července 1886 na „ochrnutí mozku“ (cévní mozkovou příhodu).

## Dílo
Jako spisovatel byl především humorista. Některé texty publikoval pod pseudonymy: Boskovský, Josef z Hor, Kuba nebo Josef Kovářů.
V době Bachova absolutismu vydával spolu s Fr. Drahoňovským ručně psaný časopis Ježek po srsti a proti srsti; jejich sbírku dlouhá léta uchovával učitel Mařatka ve Staré Vsi u Vysokého.
Roku 1860 s Drahoňovským sestavil humoristický almanach Krakonoš a vydal jej ve Vilímkově nakladatelství. Přispěl do něj jednou ze svých nejlepších prací, humoreskou Se sněhem spadlý ženich.
Velmi vlivnou prací byl jeho článek Podřečí severních Čech, který vyšel spolu s dodatky v Časopise Musea království Českého r. 1864. Jak již bylo zmíněno, využíval nářeční prvky z této sbírky např. Karel Václav Rais v románech Zapadlí vlastenci nebo O ztraceném ševci.
Knižně vydal:
- Zrnka české soli (1862), sbírka epigramů
- Překvapení : činohra v jednom jednání (1867)
- Rybrcol druhý na Krkonoších : dramatický žert ve dvou jednáních pro mládež (1867)

## Význam a odkaz
Kouble byl svými současníky uznávaný pro vlastenectví a ušlechtilý charakter. Měl smysl pro humor, bez závisti a škarohlídství. Svou kulturní a osvětovou činností i sběrem místního nářečí inspiroval další autory.
Pro Karla Václava Raise, který ve svých pracích využíval sebraná nářeční „zrnka“, se stal předlohou pro postavu pátera Chvály v Zapadlých vlastencích.
Kouble se osobně znal s Antalem Staškem, který jako student jezdil do Vysokého na prázdniny a v 80. letech se stal advokátem v Semilech. I ten využíval sebrané krkonošské nářečí ve svých dílech.
Politik Karel Kramář, rodák z Vysokého, byl Koubleho žákem na obecné škole.
V srpnu 1940, u příležitosti 115. narozenin, byl na Koubleho hrobě umístěn nový kamenný pomník. Místní občané tak ocenili jeho buditelské úsilí, které v té době ještě bylo v živé paměti.